# Bactridinae
Sous-tribu
Le groupe Bactridinae est une sous-tribu de plantes de la famille des Arecaceae. 

## Classification
- Sous-famille des Arecoideae
  - Tribu des Cocoseae
    - Sous-tribu des  Bactridinae  [1]

Genres :
- Acrocomia	    avec  9 espèces acceptées, 	entre  Mexique et Amérique Tropicale.
- Astrocaryum	avec 39 espèces acceptées, 	du Mexique à toute l’Amérique Tropicale.
- Aiphanes	    avec 38 espèces acceptées,	en Amérique tropicale.
- Bactris	    avec 79 espèces acceptées,	du Mexique à toute l’Amérique Tropicale.
- Desmoncus	    avec 24 espèces acceptées,	en Amérique tropicale.

## Liste des genres
Selon NCBI (11 juin 2013) :
- Acrocomia  Mart.,  1824
- Aiphanes  Willd., 1806
- Astrocaryum  G.Mey., 1818
- Bactris  Jacq.,  1777
- Desmoncus  Mart.,  1824
- Gastrococos = Acrocomia Mart.
- Hexopetion   = Astrocaryum G.Mey.